# Baldone
Baldone (pol. Baldona, niem. Baldohn, lit. Balduonė) – miasto na Łotwie, leżące w historycznej krainie Liwonia, w novadsie Ķekava, 33 km od Rygi. Około 2362 mieszkańców (2012). W latach 2009–2021 stolica novadsu Baldone.